# Pacifastacus leniusculus
Pacifastacus leniusculus е вид десетоного от семейство Astacidae. Видът не е застрашен от изчезване.

## Разпространение и местообитание
Разпространен е в Канада (Британска Колумбия) и САЩ (Айдахо, Вашингтон, Калифорния, Невада, Орегон и Юта). Внесен е в Австрия, Белгия, Великобритания, Германия, Гърция, Дания, Испания, Италия, Кипър, Латвия, Литва, Люксембург, Нидерландия, Полша, Португалия, Русия, Финландия, Франция, Швейцария, Швеция и Япония.
Обитава крайбрежията на сладководни басейни, реки и потоци.